# Bokod, Madžarska
Bokod je vas na Madžarskem, ki upravno spada pod podregijo Oroszlányi Županije Komárom-Esztergom.